# Waldstätten

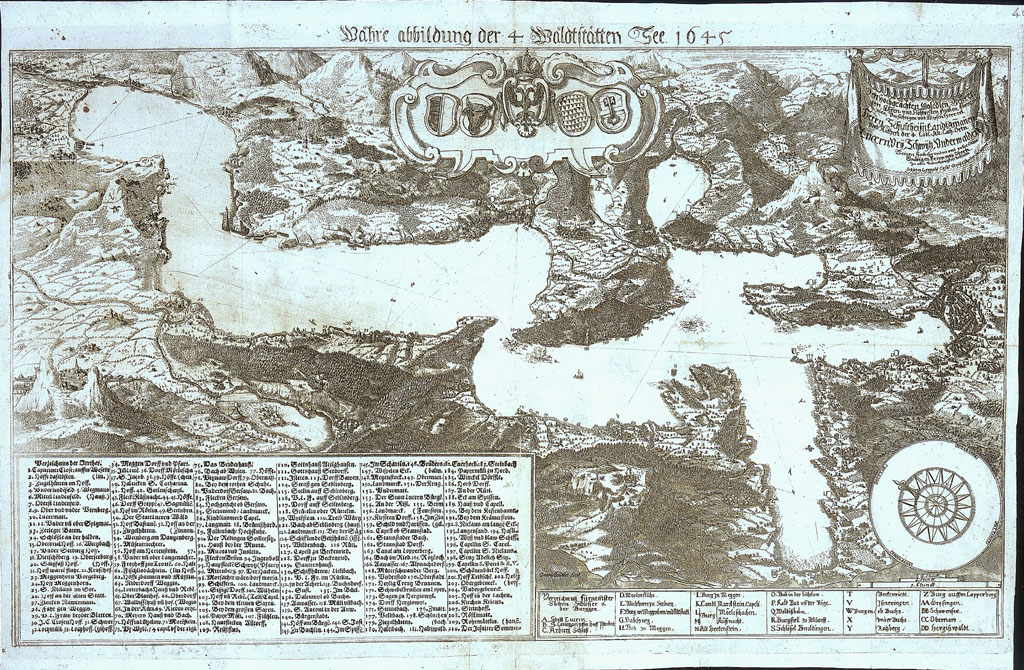
Mapa de los Waldstätten, 1645: Uri, Schwyz, Unterwald y Lucerna alrededor del lago de los Cuatro Cantones

Waldstätten es un topónimo que se usa para referirse a los cantones primitivos de Suiza: Uri, Schwyz y Unterwalden.

## Etimología
La expresión procede del alemán Waldstätte o Waldstatt (algo así como Comunidades forestales o del Monte), que designa un espacio forestal que, en la noción medieval del monte, es un territorio explotado por el hombre en el que se mezclan prados, pastos, labrantío y monte. Sus habitantes se llamaban «gente del bosque» (Waldleute) o, en castellano clásico, «gente montaraz».

## Historia
El nombre aparece hacia 1318. En 1291, las Waldstätten fundan la Confederación de los III cantones.
El cantón de Lucerna se considera como el cuarto cantón forestal en el siglo XV y el lago de Lucerna se convierte en el Lago de los Cuatro Cantones (Vierwaldstättersee) en el siglo XVI.
Durante la República Helvética (1798 - 1803) Uri, Schwyz, Unterwald y Zug formaron el cantón de Waldstätten.